# 林詩棟
林 詩棟 (りん しとう、リン シドン、簡体字:林 诗栋、Lin Shidong、2005年4月18日 - )は、中国・海南省三亜市出身の卓球選手。

## 経歴
2015年に海南省チームに選ばれ、2020年には中国国内のユース選手権を制覇したことで中国二軍チーム入りを果たした。海南省出身の選手としては初のことである。2022年に中国一軍チームに昇格した。
同年のITTF世界ユース選手権では、中国代表としてU19シングルス金メダルを含む4つのタイトルを獲得した。
2023年にはWTTコンテンダーアンマンでWTTシリーズ初タイトルを獲得し、同年の世界選手権混合ダブルスでは蒯曼とペアを組み、銅メダルを獲得した。同年のITTF世界ユース選手権でも前年と同じく4つのタイトルを獲得している。
2024年のWTTシリーズではチャイナスマッシュをはじめとした5つの大会で優勝した。
2025年2月11日付のITTF世界ランキングで自身初の1位となる。19歳9ヶ月24日での1位は、中国の孔令輝が持っていた男子世界ランキング1位最年少記録(20歳2ヶ月22日)を更新した。

## 戦績
2019年
- ITTFジュニアサーキット・イタリアオープン（プレミアム） U15男子シングルス 優勝

2020年
- 全中国カデット選手権 男子シングルス優勝
- 全中国ジュニア選手権 男子シングルス優勝

2021年
- 世界ユース選手権 U19男子団体 金メダル

2022年
- 世界ユース選手権 U19男子シングルス 金メダル U19男子ダブルス 金メダル(陳垣宇ペア) U19混合ダブルス 金メダル(蒯曼ペア) U19男子団体 金メダル
- WTTフィーダーブダペスト 男子シングルス 優勝 男子ダブルス 準優勝(徐瑛彬ペア) 混合ダブルス 優勝(蒯曼ペア)

2023年
- WTTコンテンダードーハ 混合ダブルス 優勝(蒯曼ペア)
- WTTコンテンダーダーバン 男子ダブルス 優勝(陳垣宇ペア) 混合ダブルス 優勝(蒯曼ペア)
- WTTコンテンダーアンマン 男子シングルス 優勝 混合ダブルス 優勝(蒯曼ペア)
- WTTスターコンテンダーゴア 男子シングルス 優勝
- WTTスターコンテンダーバンコク 男子ダブルス 優勝(林高遠ペア)
- 世界卓球2023ダーバン 混合ダブルス 銅メダル(蒯曼ペア)
- WTTコンテンダーザグレブ 男子ダブルス 優勝(袁励岑ペア) 混合ダブルス 優勝(蒯曼ペア)
- WTTスターコンテンダーリュブリャナ 男子ダブルス 優勝(向鵬ペア)
- WTTコンテンダーアルマトイ 男子ダブルス 優勝(徐瑛彬ペア)
- WTTスターコンテンダー蘭州 男子ダブルス 準優勝(徐瑛彬ペア) 混合ダブルス 優勝(蒯曼ペア)
- WTTコンテンダー太原 男子ダブルス 優勝(林高遠ペア) 混合ダブルス 優勝(蒯曼ペア)
- 世界ユース選手権 U19男子シングルス 金メダル U19男子ダブルス 金メダル(温瑞博ペア) 混合ダブルス 金メダル(蒯曼ペア) U19 男子団体 金メダル

2024年
- WTTファイナルズドーハ 男子ダブルス 準優勝(林高遠ペア)
- WTTスターコンテンダードーハ 男子シングルス 準優勝 混合ダブルス 優勝(蒯曼ペア)
- WTTコンテンダー太原 混合ダブルス 優勝(蒯曼ペア)
- WTTコンテンダーアルマトイ 男子シングルス 優勝 男子ダブルス 優勝(徐瑛彬ペア) 混合ダブルス 優勝(蒯曼ペア)
- WTTチャンピオンズマカオ 男子シングルス 優勝
- WTTチャイナスマッシュ 男子シングルス 優勝 男子ダブルス 準優勝(林高遠ペア) 混合ダブルス 優勝(蒯曼ペア)
- アジア選手権 男子シングルス 銀メダル 混合ダブルス 金メダル(蒯曼ペア) 男子団体 金メダル
- WTTコンテンダーマスカット 男子シングルス 優勝 混合ダブルス 優勝(蒯曼ペア)

2025年
- WTTシンガポール スマッシュ 男子シングルス 優勝 男子ダブルス 優勝(王楚欽ペア) 混合ダブルス 優勝(蒯曼ペア)
- WTT USスマッシュ 混合ダブルス 優勝(蒯曼ペア)

## 世界ランキング
|        | 1月 | 2月 | 3月 | 4月 | 5月 | 6月 | 7月 | 8月 | 9月 | 10月 | 11月 | 12月 |
| ------ | --- | --- | --- | --- | --- | --- | --- | --- | --- | ---- | ---- | ---- |
| 2022年 |     |     | 417 | 84  | 86  | 69  | 50  | 49  | 54  | 54   | 56   | 47   |
| 2023年 | 38  | 24  | 19  | 16  | 15  | 16  | 12  | 12  | 11  | 10   | 9    | 9    |
| 2024年 | 10  | 11  | 13  | 15  | 10  | 12  | 12  | 14  | 7   | 2    | 2    | 2    |
| 2025年 | 2   | 1   | 1   | 1   | 1   | 1   | 1   |     |     |      |      |      |